# Siège de Pontarlier (1639)
Guerre de Trente Ans
Batailles
Le siège de Pontarlier est une bataille qui eut lieu du 17 au 24 janvier 1639 dans le comté de Bourgogne durant la l'épisode comtois de la guerre de Trente Ans. Elle oppose les troupes franco-suédoises de Bernard de Saxe-Weimar au régiment comtois du commandeur François de Saint-Mauris. 

## Contexte
En 1639, la France et le comté de Bourgogne sont en guerre. Louis XIII avait investi le comté de Bourgogne, et ses troupes, dirigées par le prince de Condé, avaient échoué à prendre Dole en août 1636. Jusqu'en mars 1637, la guerre avait plutôt été favorable aux Comtois pourtant inférieurs en nombre. Mais l'armée comtoise menée par Gérard de Joux de Watteville a été décimée à la bataille de Cornod. Forts de ce succès et débarrassés de l'armée comtoise, les Français alliés aux Suédois peuvent maintenant traverser la Franche-Comté pour anéantir ses villes et villages. En janvier 1639, une armée franco-suédoise commandée par Bernard de Saxe-Weimar pénètre dans le Haut-Doubs par Saint-Hippolyte, pour y semer la terreur. Après avoir pris Morteau, elle se dirige vers Montbenoît puis Pontarlier. 

## La bataille
Le dimanche 16 janvier 1639, des éclaireurs de Saxe-Weimar sont vus à proximité de Pontarlier. Le lundi 17, une soixantaine de cavaliers paraissent près de la ville et le mardi 18, 9 000 hommes sont aperçus, marchant du côté de l'abbaye de Montbenoît. Le mercredi 19, à trois heures de l'après-midi, Bernard de Saxe-Weimar somme le commandant de Saint-Mauris de lui remettre la Ville de Pontarlier, « faute de quoi il saurait ce qu'il aurait à faire ». Le commandant de Saint-Mauris lui rétorque alors « que sa Majesté catholique lui ayant confié cette place pour y faire bonne garde et en rendre compte, il sait aussi ce qu'il a à faire ».
Le jeudi 20 janvier 1639, les soldats suédois et français s'emparent des deux faubourgs de Pontarlier et lancent l'assaut des remparts de la ville. Le vendredi 21, les assiégeants tentent par quatre fois d'escalader les remparts, et bien que la rivière du Doubs soit gelée, facilitant ainsi le dressage d'échelles, ils échouent encore. Le samedi 22, aucune attaque n'a lieu des deux côtés, et le dimanche 23, les troupes suédoises mettent le feu au faubourg Saint-Étienne de la ville, espérant que le vent porterait le feu dans la ville dont une grande partie des maisons sont couvertes en bois, mais un vent contraire vient une fois encore les faire échouer. Seule une maison et la chapelle de la Croix brûlent, c'est alors que les troupes tentent une nouvelle fois de s'emparer la ville, mais elles sont repoussées.
Le lundi 24, les munitions et l'eau commencent à manquer aux Pontissaliens, et ceux-ci, craignant qu'une canonnade ne détruise les murailles de la ville et n'espérant plus aucun secours, décident de capituler. Les bourgeois envoient alors le docteur Jean Miget auprès de Bernard de Saxe-Weimar, afin de fixer les conditions de la capitulation. Vers 10 heures du soir, le docteur Miget rentre dans la ville avec les articles de la capitulation.
Les articles de capitulation stipulaient que : « la ville ne serait pas pillée, qu'elle ne serait pas obligée de payer une rançon, que les bourgeois seraient maintenus dans la possession de leurs biens et privilèges, qu'il ne devait être fait aucun tort aux femmes et aux religieuses dans leur honneur, que 300 hommes seulement devaient entrer dans la ville et enfin que la garnison en place à Pontarlier pourrait se retirer à Besançon avec armes et bagages. »
Le mardi 25 janvier 1639, le duc de Saxe-Weimar fait publier un édit pour désarmer les bourgeois et recenser les hommes absents. Le commandant de Saint-Mauris sort de Pontarlier avec son régiment et se rend à Besançon, escorté par un détachement de 500 chevaux suédois. 

## Les conséquences
Le mercredi 26, Bernard de Saxe-Weimar entre dans la ville, suivi par 3 000 hommes au lieu des 300 prévus par le huitième article de la capitulation. Le jeudi 27, après avoir mis le feu au faubourg Saint-Étienne, un détachement marche du côté de Nozeroy, pendant que 2 000 hommes en garnison entrent à Pontarlier. Bernard de Saxe-Weimar ordonne au maire de la ville et aux échevins de réunir 60 000 écus dans les huit jours pour la rançon de la ville, sinon la ville sera châtiée sévèrement, même par la mort. Les bourgeois de la ville, n'ayant pu rassembler que 10 000 écus, Weimar s'en prend à huit d'entre eux, qui sont bâtonnés avec grande dureté. La ville subit une dure occupation avec de lourdes indemnités exigées par les vainqueurs ainsi que des violences et vexations.  
La prise de Pontarlier ouvre la route des montagnes comtoises aux troupes franco-suédoises et ainsi à des secteurs encore épargnés par la guerre. Pontarlier servira même de quartier-général aux troupes suédoises. La ville sera à son tour brûlée par le maréchal de Guébriant en juillet 1639. 